# William da Silva
William Fernando da Silva (ur. 20 listopada 1986 w São Paulo) – brazylijski piłkarz z obywatelstwem meksykańskim występujący na pozycji ofensywnego pomocnika, obecnie zawodnik meksykańskiej Amériki.

## Kariera klubowa
William pochodzi z miasta São Paulo i treningi piłkarskie rozpoczynał w tamtejszym zespole Clube Atlético Juventus. Stamtąd jako piętnastolatek przeniósł się do znacznie bardziej utytułowanego SC Corinthians, a po upływie kilkunastu miesięcy został zawodnikiem kolejnego klubu z São Paulo – SE Palmeiras. Tam był uznawany za jednego z najzdolniejszych zawodników w akademii juniorskiej, lecz w 2004 roku był zmuszony przerwać na dwa lata karierę piłkarską wskutek problemów z sercem. Po powrocie do wyczynowego sportu został włączony do seniorskiej drużyny Palmeiras i w Campeonato Brasileiro Série A zadebiutował za kadencji szkoleniowca Tite, 28 maja 2006 w przegranym 0:1 spotkaniu z Grêmio, w którym został również ukarany czerwoną kartką. Nie potrafił sobie jednak wywalczyć miejsca w wyjściowym składzie, pełniąc wyłącznie rolę rezerwowego i w marcu 2008 udał się na wypożyczenie do absolutnego beniaminka najwyższej klasy rozgrywkowej – ekipy Ipatinga FC. Tam spędził bez większych sukcesów trzy miesiące.
W lipcu 2008 William został wypożyczony do ekipy Clube Náutico Capibaribe z siedzibą w Recife, której barwy reprezentował przez pół roku, będąc jednym z ważniejszych graczy zespołu, lecz nie zdołał z nim odnieść poważniejszych osiągnięć. W późniejszym czasie, również na zasadzie wypożyczenia, zasilił klub EC Vitória z miasta Salvador, z którym w 2009 roku triumfował w rozgrywkach ligi stanowej – Campeonato Baiano, zaś premierowego gola w lidze brazylijskiej strzelił 12 lipca 2009 w wygranej 6:2 konfrontacji z Santosem FC. Ogółem w Vitórii występował przez rok jako podstawowy zawodnik, a w marcu 2010 udał się na wypożyczenie po raz kolejny, tym razem do drużyny Goiás EC z siedzibą w Goiânii, gdzie spędził trzy miesiące, nie notując żadnego oficjalnego meczu. Bezpośrednio po tym został wypożyczony do innej ekipy z Goiânii – Atlético Goianiense, w którym grał do końca roku, przeważnie w roli podstawowego gracza.
W styczniu 2011 William na zasadzie wypożyczenia powrócił do Clube Náutico Capibaribe, tym razem występującego już w drugiej lidze, w którego barwach początkowo miał pewne miejsce w wyjściowym składzie; w czerwcu doznał jednak poważnej kontuzji, wskutek której musiał pauzować do końca roku. Mimo to na koniec sezonu 2011 wywalczył z Náutico awans do najwyższej klasy rozgrywkowej. W lipcu 2012 jako wolny zawodnik podpisał umowę z kolejnym drugoligowcem – Joinville EC, z którym w tym samym roku zdobył puchar stanowy (Copa Santa Catarina), po czym wyjechał do Korei Południowej, zostając piłkarzem tamtejszej drużyny Busan IPark. W K League Classic zadebiutował 3 marca 2013 w zremisowanym 2:2 meczu z Gangwon FC, natomiast pierwszą bramkę w lidze koreańskiej strzelił równo dwa tygodnie później, w wygranym 1:0 pojedynku z FC Seoul. Ogółem barwy IPark reprezentował przez rok, mając niepodważalne miejsce w pierwszym składzie, nie odniósł jednak żadnych sukcesów zarówno na arenie krajowej, jak i międzynarodowej.
Wiosną 2014 William podpisał umowę z meksykańskim Querétaro FC, będąc jednym z kilku jego rodaków, którzy występowali wówczas w tym zespole (między innymi Ronaldinho, Ricardo Jesus, Danilinho czy Camilo Sanvezzo). W Liga MX zadebiutował 3 stycznia 2014 w wygranym 1:0 spotkaniu z Morelią i z miejsca wywalczył sobie pewną pozycję w wyjściowej jedenastce. Pierwszego gola w lidze meksykańskiej strzelił natomiast 18 stycznia tego samego roku w przegranej 1:3 konfrontacji z Monterrey. Od razu został kluczowym piłkarzem formacji ofensywnej i w wiosennym sezonie Clausura 2015 wywalczył w Querétaro tytuł wicemistrza kraju. W grudniu 2015 otrzymał meksykańskie obywatelstwo w wyniku kilkuletniego zamieszkiwania w tym kraju, zaś barwy Querétaro reprezentował ogółem przez dwa lata.
W styczniu 2016 William przeszedł do krajowego giganta – ekipy Club América ze stołecznego miasta Meksyk, prowadzonej przez swojego byłego trenera z Querétaro, Ignacio Ambríza. Jeszcze w tym samym roku triumfował z nią w najbardziej prestiżowych rozgrywkach Ameryki Północnej – Lidze Mistrzów CONCACAF.
| Sezon     | Klub                     | Kraj             | Rozgrywki        | Mecze | Bramki |
| --------- | ------------------------ | ---------------- | ---------------- | ----- | ------ |
| 2006      | SE Palmeiras             | Brazylia         | Série A          | 8     | 0      |
| 2007      | SE Palmeiras             | Brazylia         | Série A          | 15    | 0      |
| 2008      | Ipatinga FC              | Brazylia         | Série A          | 5     | 0      |
| 2008      | Clube Náutico Capibaribe | Brazylia         | Série A          | 19    | 0      |
| 2009      | EC Vitória               | Brazylia         | Série A          | 20    | 2      |
| 2010      | Atlético Goianiense      | Brazylia         | Série A          | 20    | 2      |
| 2011      | Clube Náutico Capibaribe | Brazylia         | Série B          | 2     | 0      |
| 2012      | Joinville EC             | Brazylia         | Série B          | 23    | 7      |
| 2013      | Busan IPark              | Korea Południowa | K League Classic | 25    | 2      |
| 2013/2014 | Querétaro FC             | Meksyk           | Liga MX          | 16    | 4      |
| 2014/2015 | Querétaro FC             | Meksyk           | Liga MX          | 33    | 6      |
| 2015/2016 | Querétaro FC             | Meksyk           | Liga MX          | 13    | 2      |
| 2015/2016 | Club América             | Meksyk           | Liga MX          | 17    | 1      |
| 2016/2017 | Club América             | Meksyk           | Liga MX          |       |        |